# Corporación Deportiva Centauros Villavicencio
Maillots
Dernière mise à jour : 24 mai 2013.
Le Corporación Deportiva Centauros Villavicencio était un club colombien de football, basé à Villavicencio. 

## Palmarès
- Championnat de Colombie de deuxième division
  - Champion : 2002